# 유공 코끼리 1989 시즌
유공 코끼리 1989 시즌은 유공 코끼리가 K리그(한국프로축구대회)에 참가한 7번째 시즌이다. 김정남 감독이 팀을 이끌었으며, 팀은 시즌 17승 15무 3패로 승점 49점을 얻어 럭키금성 황소를 2점 차로 따돌리고 창단 첫 우승을 달성했다.
그러나, 주축 선수 김용세가 일화로 이적하여 쓸만한 타깃형 공격수 부재에 시달리기도 했으며 이에 미국 출신의 장신(190CM) 마티착을 1989년 1월 정식 입단계약 체결시킬 예정이었지만 "한국에서의 축구선수생활을 감당하기 어렵다"는 이유로 입단계약을 포기했다.
게다가, 2년생 골키퍼 유대순이 1989년 8월 24일 단행된 월드컵 대표팀에 소집됐음에도 같은 달 25일 축구협회에 현대전(춘천) 참가선수(8월 26일) 명단을 제출하며 유대순을 스타팅멤버로 내세워 말썽이 됐는데 당시 대표팀에 차출된 선수는 프로 경기에 나설수 없었음에도 유공이 유대순을 내보낼 경우 상대팀인 현대 등 다른 구단의 큰 반발이 예상됐다.
이렇게 되자 유공은 1989년 8월 26일 선수명단에서 유대순을 뺐고 유대순은 소속팀과 축구협회의 타협에 따라 1989년 8월 30일 대표팀에 합류했는데 유공은 유대순의 국가대표팀 합류 당시 1명 뿐이었던 골키퍼 이문영이 부상 등으로 경기에 차질을 빚을 경우 축구협회가 다른 구단으로부터 선수를 빌릴 수 있도록 유공과 협약을 맺었다.

## 선수단

### GK
- 이문영 (17경기)
- 유대순 (15경기)

### DF
- 조윤환 (30경기 5골 6도움)
- 최윤겸 (30경기 1골)
- 차석준 (29경기 1도움)
- 김평석 (21경기)
- 강한상 (17경기)

### MF
- 차희철 (34경기 1골 2도움)
- 테드 (18경기 1골)
- 구본석 (9경기 1골)
- 레스 (8경기)

### FW
- 노수진 (30경기 16골 7도움)
- 임고석 (15경기 5골 1도움)
- 전영수 (12경기 1골 1도움)
- 양익전 (2경기)
- 이칠성 (2경기)
- 고백진 (1경기)

## 수상
- 감독상 : 김정남
- 최우수선수상 : 노수진
- 베스트 11 : 조윤환, 최윤겸, 노수진

1. ↑  차기태 (1989년 3월 4일). “프로축구 선수생명 짧다”. 한겨레신문. 2023년 10월 25일에 확인함.
2. ↑  “油公(유공) 美(미)선수2명 스카웃예정”. 경향신문. 1989년 1월 13일. 2023년 11월 17일에 확인함.
3. ↑  “油公(유공),GK代表(대표)차출 반발”. 조선일보. 1989년 8월 25일. 2024년 2월 3일에 확인함.
4. ↑  “油公(유공) 劉大淳(유대순) 차출外面(외면) 큰말썽”. 동아일보. 1989년 8월 26일. 2024년 2월 3일에 확인함.
5. ↑  “油公(유공) 劉大淳(유대순) 대표팀 합류”. 동아일보. 1989년 8월 30일. 2024년 2월 3일에 확인함.
6. ↑  “劉(유)대순 월드컵팀 합류”. 조선일보. 1989년 8월 31일. 2024년 2월 3일에 확인함.